# IC 1747
IC 1747 — галактика типу PN (планетарна туманність) у сузір'ї Кассіопея.
Цей об'єкт міститься в оригінальній редакції індексного каталогу.